# Prague Harpies
Le Prague Harpies sono una squadra di football americano di Praga, in Repubblica Ceca, fondata nel 2010.

## Dettaglio stagioni

### Tornei nazionali

#### Campionato

##### ŽPAF/ŽLAF/PŽLAF
| Stagione | regular season | regular season | regular season | regular season | regular season | regular season | playoff | playoff | playoff | playoff | playoff | playoff   | playoff           |
|          | Vin            | Par            | Per            | Tot            | PF             | PS             | Vin     | Per     | Tot     | PF      | PS      | risultato | avversaria        |
| -------- | -------------- | -------------- | -------------- | -------------- | -------------- | -------------- | ------- | ------- | ------- | ------- | ------- | --------- | ----------------- |
| 2015     | 1              | 0              | 3              | 4              | 30             | 92             | -       | -       | -       | -       | -       | -         | -                 |
| 2016     | 0              | 0              | 4              | 4              | 45             | 149            | -       | -       | -       | -       | -       | -         | -                 |
| 2017     | 0              | 0              | 4              | 4              | 32             | 171            | -       | -       | -       | -       | -       | -         | -                 |
| 2018     | 0              | 0              | 4              | 4              | 37             | 179            | -       | -       | -       | -       | -       | -         | -                 |
| 2019     | 2              | 0              | 4              | 6              | 120            | 206            | -       | -       | -       | -       | -       | -         | -                 |
| 2020     | 3              | 0              | 0              | 3              | 136            | 63             | -       | -       | -       | -       | -       | -         | -                 |
| 2021     | 5              | 0              | 1              | 6              | 167            | 101            | 0       | 1       | 1       | 12      | 14      | Rose Bowl | Prague Black Cats |
| Totale   | 11             | 0              | 20             | 31             | 567            | 961            | 0       | 1       | 1       | 12      | 14      |           |                   |

Fonti: Enciclopedia del Football - A cura di Roberto Mezzetti

### Riepilogo fasi finali disputate
| Anno            | Luogo   | Evento | Fase del torneo | Incontro                           | Risultato |
| 7 novembre 2021 | Radotin | ŽLAF   | Rose Bowl       | Prague Harpies - Prague Black Cats | 12 - 14   |